# Franz Kölbl
Franz Kölbl (* 29. Januar 1876 in Kroisbach; † 18. November 1956 in Vorau) war ein österreichischer Politiker und Geistlicher.

## Leben
Köbl wurde als Sohn eines Bauern geboren. Nach seinem Abitur studierte er zunächst Theologie und erhielt 1899 die Priesterweihe. 1902 wurde als Kaplan und Provisor in die Gemeinden Kirchberg an der Raab, Sankt Georgen an der Stieffing, Premstätten, Tobelbad und Halbenrain berufen. Von 1912 bis 1929 war Köbl Pfarrer der Gemeinde in Halbenrain. Bis zu seinem Ruhestand im Jahr 1955 war er Kreisdechant und Stadtpfarrer in Hartberg.

## Politik
Er war Abgeordneter des Landtags der Steiermark für die Christlichsoziale Partei. Von November 1920 bis Dezember 1933 war er Präsident des Landtags.

## Anerkennungen
- Körbl wurde 1933 zum Päpstlichen Ehrenkaplan ernannt und erhielt somit den Ehrentitel Monsignore.
- Kölbl wurde durch den Bischof 1936 zum Konsistorialrat
- 1944 erhielt er den Ehrentitel Ehrendomherr[1]